# Награда „Златно слово”
Награда „Златно слово” додељује се за најбољу књигу кратке прозе објављену на српском језику.
Награду је установио и додељује часопис АКТ из Ваљева. Награда се састоји од дипломе, комплета књига и уметничке слике.

### Добитници
| Година | Добитник            | Дело                                     | Реф.        |
| ------ | ------------------- | ---------------------------------------- | ----------- |
| 2008.  | Мирољуб Тодоровић   | Шатро приче                              | [ 1 ] [ 2 ] |
| 2008.  | Бајо Џаковић        | Приче о навици                           | [ 1 ] [ 2 ] |
| 2009.  | Саша Хаџи Танчић    | Кафкин син                               | [ 1 ] [ 2 ] |
| 2010.  | Душан Цицвара       | Слешер Трејлер – кратке српске шок приче | [ 1 ] [ 2 ] |
| 2011.  | Радивој Станивук    | Похвала природним покретима              | [ 1 ] [ 2 ] |
| 2012.  | Миљурко Вукадиновић | Нишоловке                                | [ 1 ] [ 2 ] |
| 2013.  | Милош Јанковић      | Хлебарник                                | [ 1 ] [ 2 ] |
| 2014.  | Милан Балинда       | Поуздана сећања                          | [ 1 ] [ 2 ] |
| 2015.  | Ана Магда           | Приче из безнађа                         | [ 1 ] [ 2 ] |
| 2015.  | Виолета Томић       | Бесмислена црвена флека                  | [ 1 ] [ 2 ] |
| 2016.  | Оливера Недељковић  | Постељица                                | [ 4 ]       |
| 2017.  |                     |                                          |             |
| 2018.  | Драган Ј. Ристић    | Кришке: 111 једностраничних прича        | [ 5 ]       |
| 2018.  | Марија Пргомеља     | Игре пролећа и сене                      | [ 5 ]       |
| 2019.  | Енес Халиловић      | Чудна књига                              | [ 6 ]       |
| 2020.  | Александар Шево     | Лишће под ногама                         | [ 7 ]       |
| 2021.  |                     |                                          |             |
| 2022.  | Владимир Перић      | Етиде оп. 4                              | [ 8 ]       |